# Ars topiaria

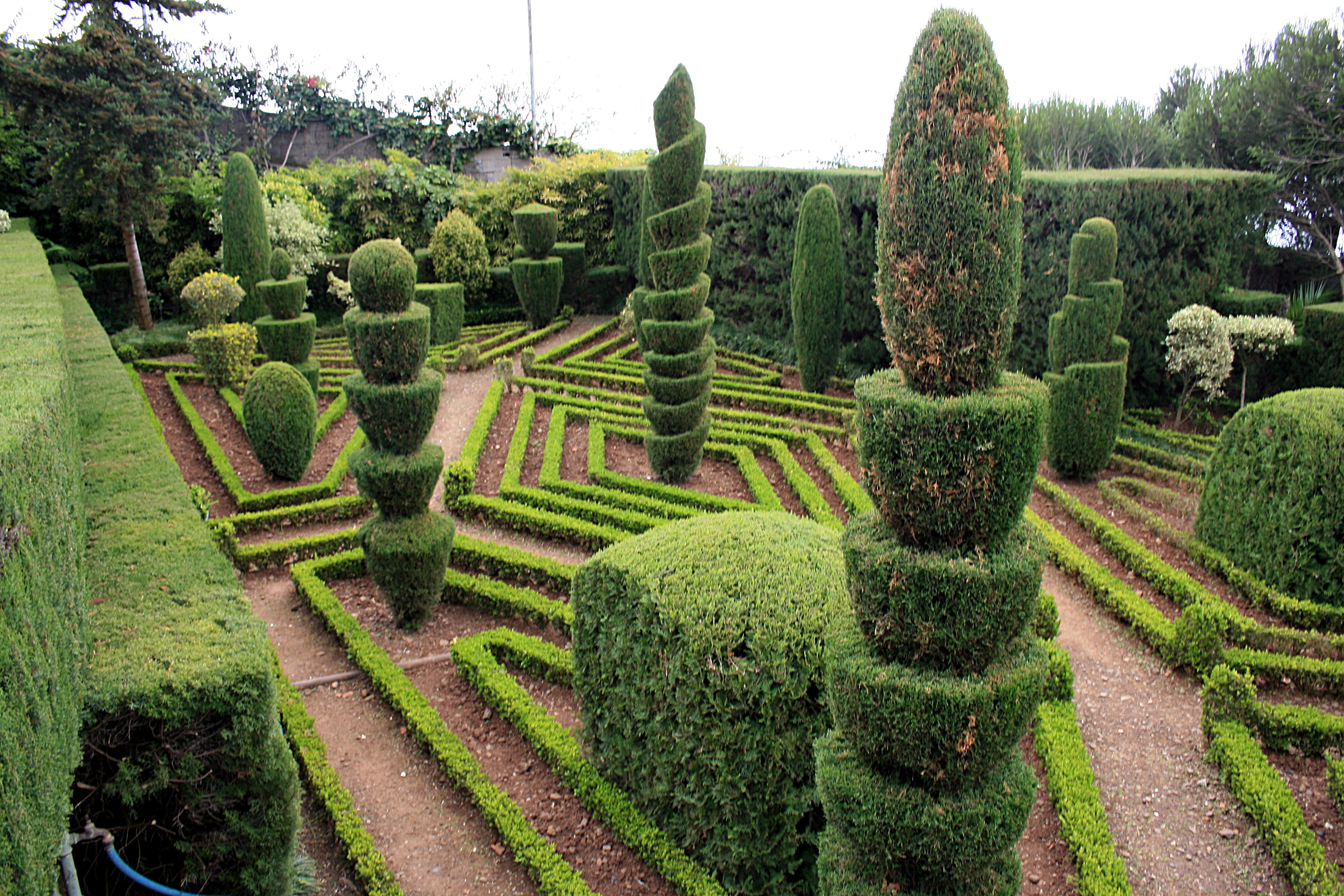
Giardino botanico di Funchal

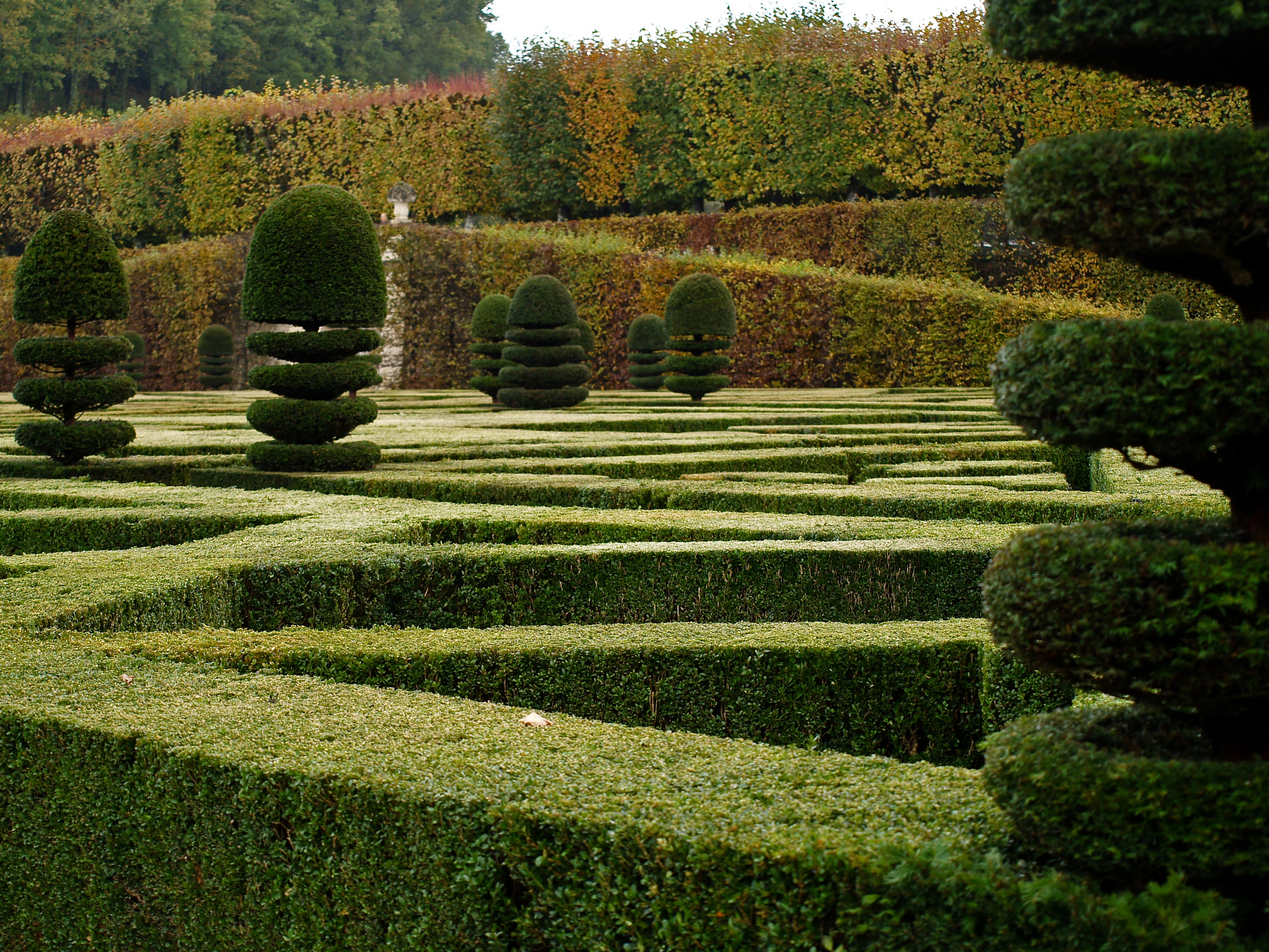
Taxus e Buxus nei giardini del Castello di Villandry

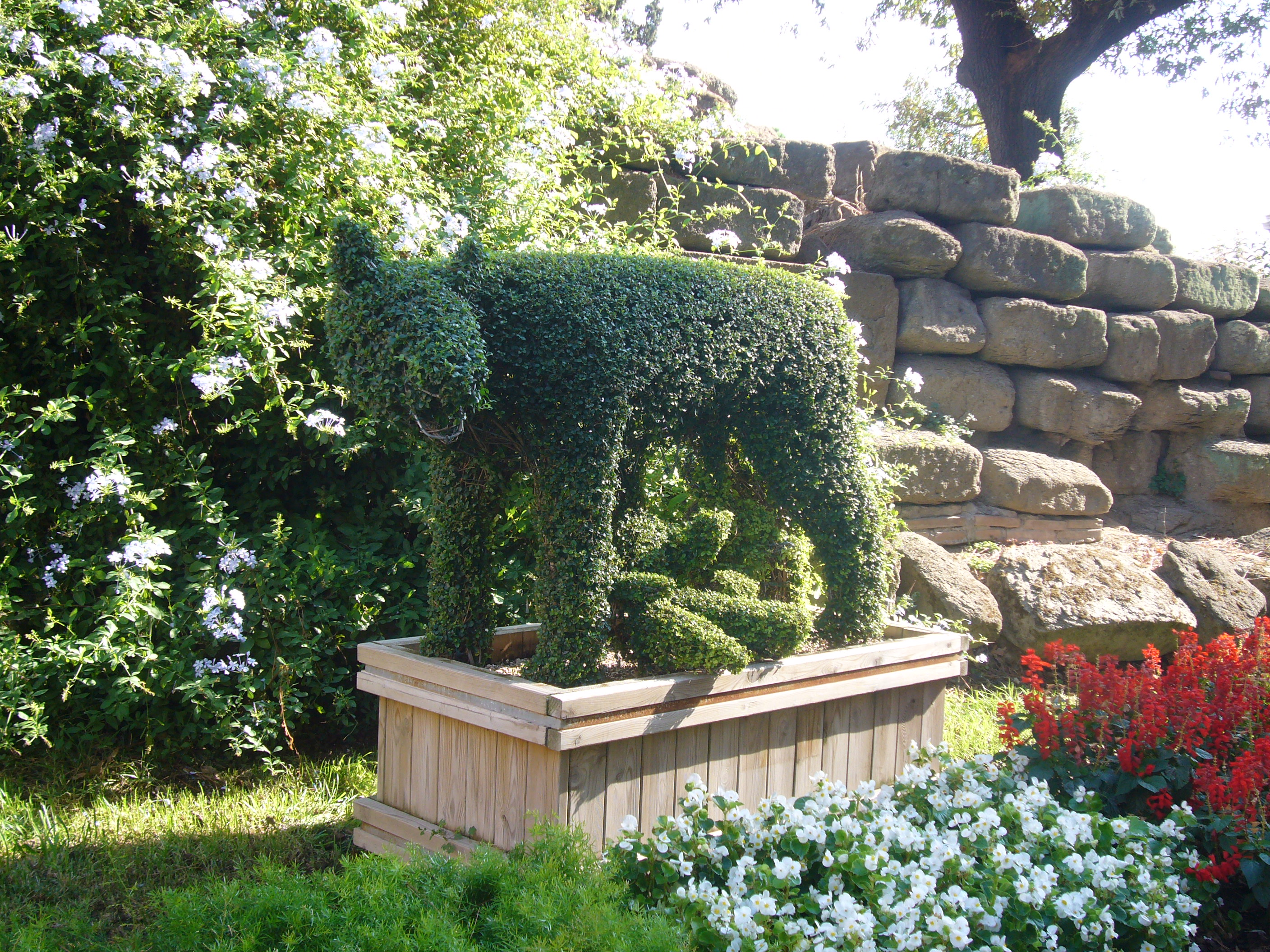
La lupa capitolina - topiario al Campidoglio

L'arte topiaria o ars topiaria in latino, consiste nel potare alberi e arbusti al fine di dare loro una forma geometrica, diversa da quella naturalmente assunta dalla pianta, per scopi ornamentali. Si formano così siepi formali oppure, partendo da esemplari singoli o piccoli gruppi, soggetti con varie forme, astratte oppure di animali, oggetti, persone.

## Storia
Questa arte è nata all'epoca dell'Antica Roma. Le piante vengono fatte crescere a volte con appositi supporti metallici per guidarle verso la forma definitiva. Piante potate secondo questi criteri richiedono un'elevata manutenzione dovuta ai numerosi interventi sui nuovi rami, per mantenere la forma scelta. Tale attività raggiunge il punto più alto durante l'età flavia, come dimostra il Templum Pacis, costruito sotto Vespasiano.
L'arte topiaria è impiegata nella formazione dei parterre tipici dei giardini costruiti fra il XVI e il XVIII secolo, dove basse siepi di bosso disegnano in modo più o meno complesso settori riempiti da piante fiorite, a formare una sorta di arazzo vegetale apprezzabile soprattutto se visibile da un luogo sopraelevato. Negli antichi giardini, dove gli unici colori erano le sfumature di verde delle diverse piante e il colore della ghiaia dei giardini, era necessario dare alle piante delle forme artistiche, per concentrare la bellezza del giardino in quegli elementi dominanti.
Al giorno d'oggi l'arte topiaria è utilizzata solitamente su singole piante, come elemento caratterizzante del giardino, oppure simmetrica su molte piante se si vuole creare un effetto maestoso.

## Tipi di piante
Per ottenere sculture vegetali vengono impiegate svariate specie, perlopiù sempreverdi a crescita contenuta: Laurus nobilis, Cupressus e conifere simili, Buxus sempervirens, Taxus baccata, Ligustrum jonandrum sono fra i più diffusi.

## Manutenzione
Per creare in casa una pianta topiata è necessario, almeno per i principianti, impiegare un supporto in metallo alla quale legarne i rami per educarla, supporto che si può rimuovere una volta ottenuta la forma desiderata.